# Karl Hackl (Rechtshistoriker)
Karl Hackl (* 25. September 1933 in Ternberg; † 16. November 2018) war ein österreichischer Jurist und Rechtshistoriker.
Karl Hackl wurde als vierter Sohn eines Gendarmeriebeamten geboren. Er verbrachte seine Kindheit in Garsten. Nach der Reifeprüfung war er Volontär in der Materialbuchhaltung der Steyr-Daimler-Puch AG in Steyr. Im August 1954 trat er in den Bundesdienst der österreichischen Post ein. Er heiratete 1956. Aus der Ehe gingen drei Kinder hervor. Die Familie ließ sich in Steyr nieder. Er begann 1967 an der Universität Linz das Studium der Rechtswissenschaft. Er wurde im Jahr 1971 promoviert. Er habilitierte sich 1975. Im selben Jahr wurde er mit dem Kardinal-Innitzer-Förderungspreis - Rechts- und Staatswissenschaften ausgezeichnet. Ende 1977 erwarb er die Lehrbefugnis für Bürgerliches Recht und wurde ebenfalls noch 1977 außerordentlicher Professor. Hackl hatte Lehrstuhlvertretungen im Wintersemester 1980/81 an der Universität Trier und im Sommersemester 1981 an der Universität Mainz. Seit 1994 war ordentlicher Professor als Nachfolger von Heinrich Honsell an der Paris-Lodron-Universität Salzburg. Im Wintersemester 1998/99 wurde Hackl Studiendekan der Rechtswissenschaftlichen Fakultät und übte diese Funktion bis zu seiner Emeritierung am 30. September 2001 aus.
Hackl publizierte wissenschaftliche Beiträge zum österreichischen Privatrecht, zur Rechtsvergleichung und zum römischen Recht. Ein besonderer Schwerpunkt lag auf der Erforschung des antiken römischen Zivilprozessrechts.